# 응소
응소(應劭, ? ~ 204년?)는 후한 말기의 관료로, 자는 중원(仲瑗)이며 예주 여남군 남돈현(南頓縣) 사람이다. 사례교위 응봉의 아들이다.

## 생애
젊어서부터 학문에 힘썼다. 헌제 대에 효렴으로 천거되었으며, 거기장군 하묘의 부름을 받아 그의 속관이 되었다.
중평 2년(185년), 한양의 한수 등이 강족과 함께 반란을 일으켰다. 반란군 토벌에 나선 황보숭이 오환족 병사 3,000명을 요구하자, 북군중후(北軍中侯) 추정은 오환족은 약하니 선비족보다 징병을 많이 해야 한다고 진언하였다. 이 일에 대해 의논하던 중, 응소는 선비족은 한나라에 복종하지 않을뿐더러 억제하기가 어려운 종족이니 반란에 가담하지 않은 강족에서 징병해야 한다고 주장하여 이 의견이 받아들여졌다.
그 후, 태산태수에 임명되었다. 초평 2년(191년), 황건적 30만 명이 군의 경계에 침입해 오자 응소는 군의 문·무관들을 통솔하여 황건적을 무찔렀다. 이때 수천 명의 수급을 베었으며, 1만 명 가량의 포로를 잡았고 2천 량의 치중(輜重)을 빼앗는 전과를 올렸다.
흥평 원년(194년), 연주목 조조의 부친 조숭이 낭야에서 태산으로 이주하려 하자 응소는 군대를 파견하여 이를 맞이하려 하였다. 그러나 서주목 도겸이 파견한 장개가 조숭을 공격하여, 응소의 군세가 합류하기 전에 군의 경계에서 조숭을 죽였다. 응소는 조조에게 해를 입을 것을 두려워하여, 군을 버리고 기주목 원소에게 몸을 의탁하였다.
건안 원년(196년), 《한관의》(漢官儀)를 완성하여 헌제에게 바쳤다. 이듬해 응소는 헌제의 명으로 원소의 군모교위(軍謀校尉)가 되었다. 당시 헌제는 도읍을 허(許)로 막 옮겼을 때였고 혼란 속에서 제도에 관한 많은 서적이 유실되었는데, 한관의를 통해 제도를 복원하였다.
응소의 부친은 사례교위 시절에 각 관청의 선인(先人)들의 초상화 등을 거두었는데, 응소는 이 그림들을 묶어 《상인기》(狀人紀)라고 명명하였다. 또한 당시의 사정을 논한 《중한집서》(中漢輯序), 사물과 풍속 등에 대해 기록한 《풍속통의》를 저술하였다. 그 외에 《한서》의 집해를 저술하였는데, 훗날 안사고의 주석에 다수 인용되었다. 저술한 분량은 136편이었다.
그 후, 조조가 업을 점령하기 전에 이곳에서 숨을 거두었다. 동생 응순의 아들인 응창(應瑒, 건안칠자의 한 사람)·응거(應璩) 등도 문재(文才)로 이름을 날렸다.

## 같이 보기
- 삼국지 인물 목록